# 원경 (고구려)
원경(元鏡, ?~?)은 당나라의 8학자이자, 원주 원씨의 시조이다.
원훤(元喧)의 41세손이며, 당 태종이 고구려에 파견한 8학사(學士) 중 한명으로, 당에서 금자광록대부(金紫光錄大夫) 평장사(平章事)를 지내다가 고구려에 와서 두 나라의 관계회복과 고구려 보장왕의 책봉에 힘써 보장왕이 그를 좌명공신(佐命功臣)에 책봉했다고 한다.

## 참고 자료
- “원주원씨족보(原州元氏族譜)”. 《韓国民族文化大百科事典》. 2022년 5월 12일에 확인함.
- 金光林 (2014). “A Comparison of the Korean and Japanese Approaches to Foreign Family Names” (PDF). 《Journal of cultural interaction in East Asia》 (영어) (東アジア文化交渉学会). 18면. 2016년 3월 27일에 원본 문서 (PDF)에서 보존된 문서.